# Pierwszy rząd Margaret Thatcher

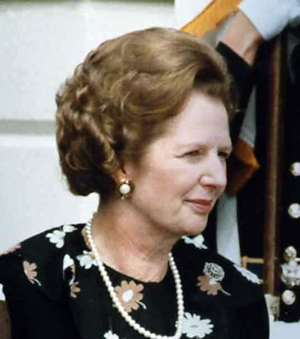
Margaret Thatcher, premier, pierwszy lord skarbu, minister służby cywilnej

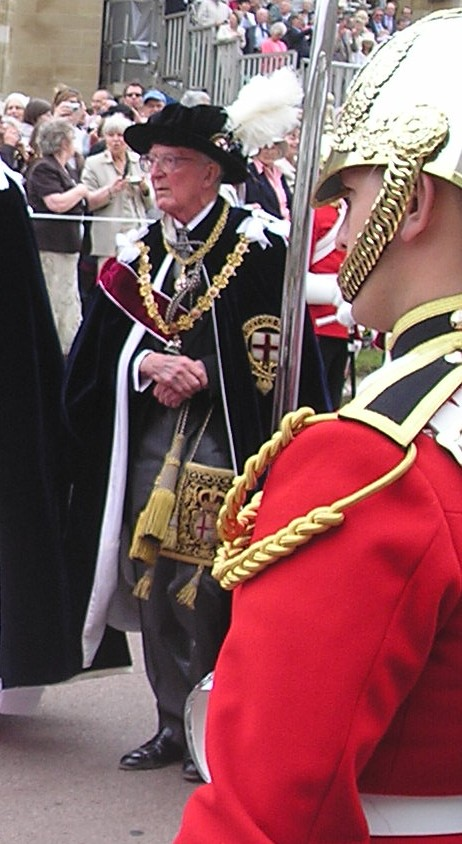
Baron Carrington, minister spraw zagranicznych

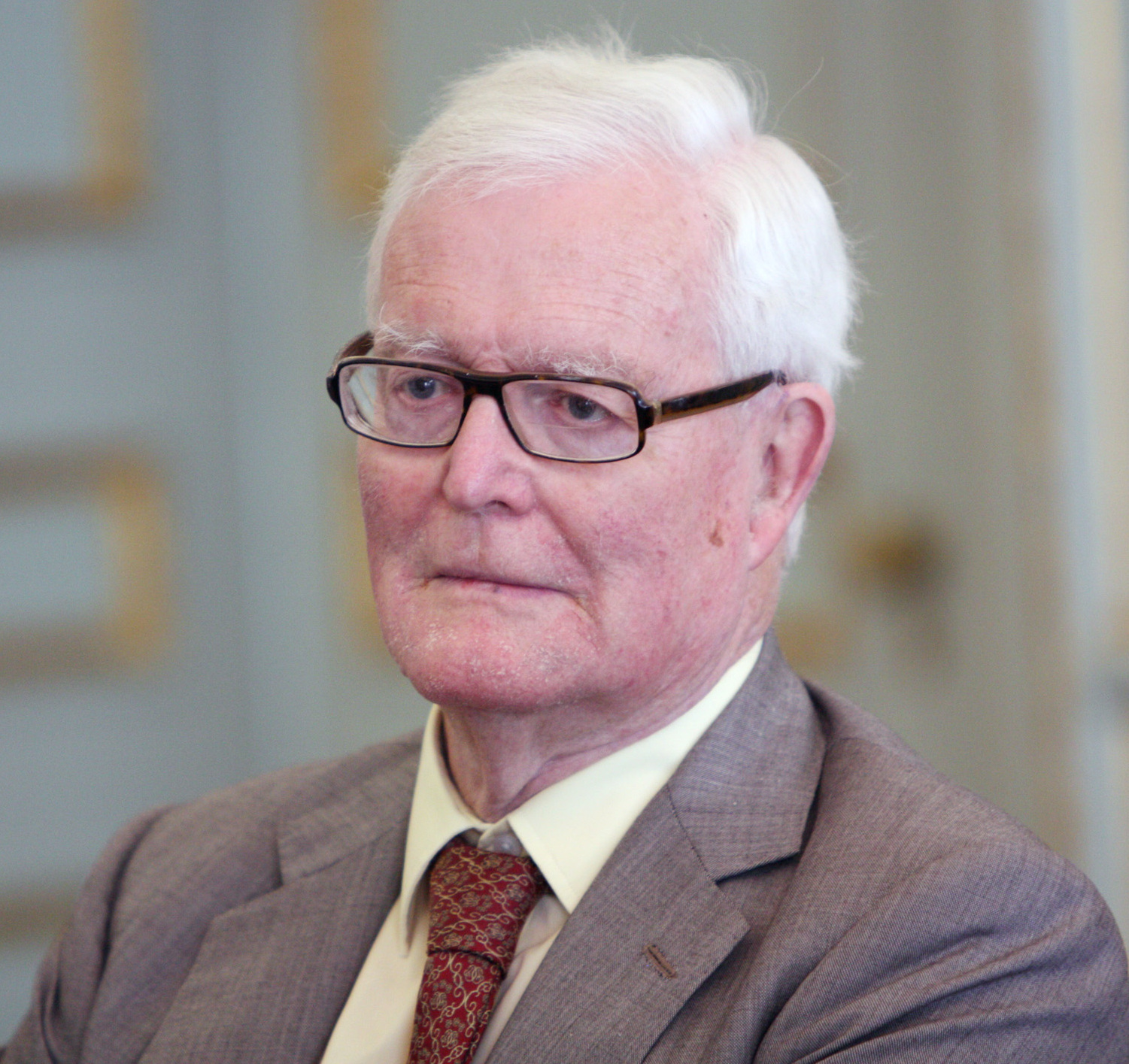
Douglas Hurd, minister stanu w ministerstwie spraw zagranicznych

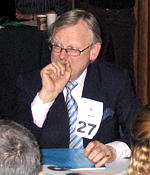
John Gummer, lord skarbu, podsekretarz stanu w ministerstwie zatrudnienia

Pierwszy rząd Partii Konserwatywnej pod przewodnictwem Margaret Thatcher powstał po wyborach powszechnych w maju 1979 r. i przetrwał do kolejnych wyborów w czerwcu 1983 r.
Członków ścisłego gabinetu wyróżniono tłustym drukiem.

## Skład rządu
| Urząd                                                               | Imię i nazwisko                                                            | Kadencja                                     |
| ------------------------------------------------------------------- | -------------------------------------------------------------------------- | -------------------------------------------- |
| Premier Pierwszy lord skarbu Minister służby cywilnej               | Margaret Thatcher                                                          | 1979–1983                                    |
|                                                                     |                                                                            |                                              |
| Minister stanu w departamencie służby cywilnej                      | Paul Channon Barney Hayhoe                                                 | 1979–1981 1981                               |
| Lord kanclerz                                                       | Quintin Hogg, baron Hailsham of St Marylebone                              | 1979–1983                                    |
| Lord przewodniczący Rady                                            | Christopher Soames, baron Soames Francis Pym John Biffen                   | 1979–1981 1981–1982 1982–1983                |
| Lord tajnej pieczęci                                                | Ian Gilmour Humphrey Atkins Janet Young, baronowa Young                    | 1979–1981 1981–1982 1982–1983                |
| Kanclerz skarbu                                                     | Geoffrey Howe                                                              | 1979–1983                                    |
| Naczelny sekretarz skarbu                                           | John Biffen Leon Brittan                                                   | 1984–1985 1985–1987                          |
| Minister stanu skarbu                                               | Peter Rees Francis Cockfield Jock Bruce-Gardyne Barney Hayhoe John Wakeham | 1979–1981 1979–1982 1981 1981–1983 1982–1983 |
| Parlamentarny sekretarz skarbu                                      | Michael Jopling                                                            | 1979–1983                                    |
| Finansowy sekretarz skarbu                                          | Nigel Lawson                                                               | 1979–1981                                    |
| Finansowy sekretarz skarbu                                          | Nicholas Ridley                                                            | 1981–1983                                    |
| Lord skarbu                                                         | John MacGregor                                                             | 1979–1981                                    |
| Lord skarbu                                                         | Peter Morrison                                                             | 1979–1981                                    |
| Lord skarbu                                                         | Lord James Douglas-Hamilton                                                | 1979–1981                                    |
| Lord skarbu                                                         | Carol Mather                                                               | 1979–1981                                    |
| Lord skarbu                                                         | David Waddington                                                           | 1979–1981                                    |
| Lord skarbu                                                         | John Wakeham                                                               | 1981                                         |
| Lord skarbu                                                         | Robert Boscawen                                                            | 1981–1983                                    |
| Lord skarbu                                                         | John Cope                                                                  | 1981–1983                                    |
| Lord skarbu                                                         | Tony Newton                                                                | 1981–1982                                    |
| Lord skarbu                                                         | John Gummer                                                                | 1981–1983                                    |
| Lord skarbu                                                         | Peter Brooke                                                               | 1981–1983                                    |
| Lord skarbu                                                         | Alastair Goodlad                                                           | 1982–1983                                    |
| Lord skarbu                                                         | Donald Thompson                                                            | 1983                                         |
| Lord skarbu                                                         | David Hunt                                                                 | 1983                                         |
| Minister spraw zagranicznych                                        | Peter Carington, 6. baron Carrington                                       | 1979–1982                                    |
| Minister spraw zagranicznych                                        | Francis Pym                                                                | 1982–1983                                    |
| Minister stanu w Foreign Office                                     | Peter Blaker                                                               | 1979–1981                                    |
| Minister stanu w Foreign Office                                     | Nicholas Ridley                                                            | 1979–1981                                    |
| Minister stanu w Foreign Office                                     | Douglas Hurd                                                               | 1979–1983                                    |
| Minister stanu w Foreign Office                                     | Richard Luce                                                               | 1981–1982                                    |
| Minister stanu w Foreign Office                                     | Cranley Onslow                                                             | 1982–1983                                    |
| Minister stanu w Foreign Office                                     | John Ganzoni, 2. baron Belstead                                            | 1982–1983                                    |
| Minister stanu w Foreign Office                                     | Timothy Raison                                                             | 1983                                         |
| Podsekretarz stanu w Foreign Office                                 | Richard Luce                                                               | 1979–1981                                    |
| Podsekretarz stanu w Foreign Office                                 | David Trefgarne, 2. baron Trefgarne                                        | 1981–1982                                    |
| Podsekretarz stanu w Foreign Office                                 | Malcolm Rifkind                                                            | 1982–1983                                    |
| Minister rozwoju zamorskiego                                        | Timothy Raison                                                             | 1983                                         |
| Minister spraw wewnętrznych                                         | William Whitelaw                                                           | 1979–1983                                    |
| Minister stanu w Home Office                                        | Leon Brittan                                                               | 1979–1981                                    |
| Minister stanu w Home Office                                        | Timothy Raison                                                             | 1979–1983                                    |
| Minister stanu w Home Office                                        | Patrick Mayhew                                                             | 1981–1983                                    |
| Minister stanu w Home Office                                        | David Waddington                                                           | 1983                                         |
| Podsekretarz stanu w Home Office                                    | John Ganzoni, 2. baron Belstead                                            | 1979–1982                                    |
| Podsekretarz stanu w Home Office                                    | Rodney Elton, 2. baron Elton                                               | 1982–1983                                    |
| Podsekretarz stanu w Home Office                                    | David Mellor                                                               | 1983                                         |
| Minister rolnictwa, rybołówstwa i żywności                          | Peter Walker                                                               | 1979–1983                                    |
| Minister stanu w ministerstwie rolnictwa, rybołówstwa i żywności    | Robert Shirley, 13. hrabia Ferrers                                         | 1979–1983                                    |
| Minister stanu w ministerstwie rolnictwa, rybołówstwa i żywności    | Alick Buchanan-Smith                                                       | 1979–1983                                    |
| Posekretarz stanu w ministerstwie rolnictwa, rybołówstwa i żywności | Jerry Wiggin                                                               | 1979–1981                                    |
| Posekretarz stanu w ministerstwie rolnictwa, rybołówstwa i żywności | Peggy Fenner                                                               | 1981–1983                                    |
| Minister sztuki                                                     | Norman St John-Stevas                                                      | 1979–1981                                    |
| Minister sztuki                                                     | Paul Channon                                                               | 1981–1983                                    |
| Minister obrony                                                     | Francis Pym                                                                | 1979–1981                                    |
| Minister obrony                                                     | John Nott                                                                  | 1981–1983                                    |
| Minister obrony                                                     | Michael Heseltine                                                          | 1983                                         |
| Minister stanu w ministerstwie obrony                               | Euan Howard, 4. baron Strathcona                                           | 1979–1981                                    |
| Minister stanu w ministerstwie obrony                               | Thomas Trenchard, 2. wicehrabia Trenchard                                  | 1981                                         |
| Minister stanu ds. sił zbrojnych                                    | Peter Blaker                                                               | 1981–1983                                    |
| Minister stanu ds. zaopatrzenia armii                               | Thomas Trenchard, 2. wicehrabia Trenchard                                  | 1981–1983                                    |
| Minister stanu ds. zaopatrzenia armii                               | Geoffrey Pattie                                                            | 1983                                         |
| Podsekretarz stanu ds. armii                                        | Barney Hayhoe                                                              | 1979–1981                                    |
| Podsekretarz stanu ds. armii                                        | Philip Goodhart                                                            | 1981                                         |
| Podsekretarz stanu ds. marynarki wojennej                           | Keith Speed                                                                | 1979–1981                                    |
| Podsekretarz stanu ds. sił powietrznych                             | Geoffrey Pattie                                                            | 1979–1981                                    |
| Podsekretarz stanu ds. sił zbrojnych                                | Philip Goodhart                                                            | 1981                                         |
| Podsekretarz stanu ds. sił zbrojnych                                | Jerry Wiggin                                                               | 1981–1983                                    |
| Podsekretarz stanu ds. zaopatrzenia armii                           | Geoffrey Pattie                                                            | 1981–1983                                    |
| Podsekretarz stanu ds. zaopatrzenia armii                           | Ian Stewart                                                                | 1983                                         |
| Minister edukacji i nauki                                           | Mark Carlisle                                                              | 1979–1981                                    |
| Minister edukacji i nauki                                           | Keith Joseph                                                               | 1981–1983                                    |
| Minister stanu w ministerstwie edukacji i nauki                     | Janet Young, baronowa Young                                                | 1979–1981                                    |
| Minister stanu w ministerstwie edukacji i nauki                     | Paul Channon                                                               | 1981–1983                                    |
| Podsekretarz stanu w ministerstwie edukacji i nauki                 | Rhodes Boyson                                                              | 1979–1983                                    |
| Podsekretarz stanu w ministerstwie edukacji i nauki                 | Neil Macfarlane                                                            | 1979–1981                                    |
| Podsekretarz stanu w ministerstwie edukacji i nauki                 | William Shelton                                                            | 1981–1983                                    |
| Podsekretarz stanu w ministerstwie edukacji i nauki                 | William Waldegrave                                                         | 1981–1983                                    |
| Minister zatrudnienia                                               | James Prior                                                                | 1979–1981                                    |
| Minister zatrudnienia                                               | Norman Tebbit                                                              | 1981–1983                                    |
| Minister stanu w ministerstwie zatrudnienia                         | Alexander Ruthven, 2. hrabia Gowrie                                        | 1979–1981                                    |
| Minister stanu w ministerstwie zatrudnienia                         | Michael Alison                                                             | 1981–1983                                    |
| Podsekretarz stanu w ministerstwie zatrudnienia                     | Jim Lester                                                                 | 1979–1981                                    |
| Podsekretarz stanu w ministerstwie zatrudnienia                     | Patrick Mayhew                                                             | 1979–1981                                    |
| Podsekretarz stanu w ministerstwie zatrudnienia                     | David Waddington                                                           | 1981–1983                                    |
| Podsekretarz stanu w ministerstwie zatrudnienia                     | Peter Morrison                                                             | 1981–1983                                    |
| Podsekretarz stanu w ministerstwie zatrudnienia                     | John Gummer                                                                | 1983                                         |
| Minister energii                                                    | David Howell                                                               | 1979–1981                                    |
| Minister energii                                                    | Nigel Lawson                                                               | 1981–1983                                    |
| Minister stanu w ministerstwie energii                              | Hamish Gray                                                                | 1979–1983                                    |
| Podsekretarz stanu w ministerstwie energii                          | Norman Lamont                                                              | 1979–1981                                    |
| Podsekretarz stanu w ministerstwie energii                          | John Moore                                                                 | 1979–1983                                    |
| Podsekretarz stanu w ministerstwie energii                          | David Mellor                                                               | 1981–1983                                    |
| Podsekretarz stanu w ministerstwie energii                          | Nicholas Eden, 2. hrabia Avon                                              | 1983                                         |
| Minister środowiska                                                 | Michael Heseltine                                                          | 1979–1983                                    |
| Minister środowiska                                                 | Tom King                                                                   | 1983                                         |
| Minister stanu ds. samorządu lokalnego                              | Tom King                                                                   | 1979–1983                                    |
| Minister stanu ds. samorządu lokalnego                              | Irwin Bellow, baron Bellwin                                                | 1983                                         |
| Minister stanu ds. budownictwa                                      | John Stanley                                                               | 1979–1983                                    |
| Podsekretarz stanu ds. sportu                                       | Hector Monro                                                               | 1979–1981                                    |
| Podsekretarz stanu ds. sportu                                       | Neil Macfarlane                                                            | 1981–1983                                    |
| Podsekretarz stanu w ministerstwie środowiska                       | Marcus Fox                                                                 | 1979–1981                                    |
| Podsekretarz stanu w ministerstwie środowiska                       | Geoffrey Finsberg                                                          | 1979–1981                                    |
| Podsekretarz stanu w ministerstwie środowiska                       | Irwin Bellow, baron Bellwin                                                | 1979–1983                                    |
| Podsekretarz stanu w ministerstwie środowiska                       | Giles Shaw                                                                 | 1981–1983                                    |
| Podsekretarz stanu w ministerstwie środowiska                       | George Young                                                               | 1981–1983                                    |
| Minister służby socjalnej                                           | Patrick Jenkin                                                             | 1979–1981                                    |
| Minister służby socjalnej                                           | Norman Fowler                                                              | 1981–1983                                    |
| Minister stanu w ministerstwie służby socjalnej                     | Gerard Vaughan                                                             | 1979–1982                                    |
| Minister stanu w ministerstwie służby socjalnej                     | Kenneth Clarke                                                             | 1982–1983                                    |
| Podsekretarz stanu w ministerstwie zabezpieczenia socjalnego        | George Young                                                               | 1979–1981                                    |
| Podsekretarz stanu w ministerstwie zabezpieczenia socjalnego        | Lynda Chalker                                                              | 1979–1982                                    |
| Podsekretarz stanu w ministerstwie zabezpieczenia socjalnego        | Geoffrey Finsberg                                                          | 1981–1983                                    |
| Podsekretarz stanu w ministerstwie zabezpieczenia socjalnego        | Rodney Elton, 2. baron Elton                                               | 1981–1982                                    |
| Podsekretarz stanu w ministerstwie zabezpieczenia socjalnego        | Tony Newton                                                                | 1982–1983                                    |
| Podsekretarz stanu w ministerstwie zabezpieczenia socjalnego        | David Trefgarne, 2. baron Trefgarne                                        | 1982–1983                                    |
| Minister stanu w ministerstwie zabezpieczenia socjalnego            | Reginald Prentice                                                          | 1979–1981                                    |
| Minister stanu w ministerstwie zabezpieczenia socjalnego            | Hugh Rossi                                                                 | 1981–1983                                    |
| Minister przemysłu                                                  | Keith Joseph                                                               | 1979–1981                                    |
| Minister przemysłu                                                  | Patrick Jenkin                                                             | 1981–1983                                    |
| Minister stanu w ministerstwie przemysłu                            | Adam Butler                                                                | 1979–1981                                    |
| Minister stanu w ministerstwie przemysłu                            | Thomas Trenchard, 2. wicehrabia Trenchard                                  | 1979–1981                                    |
| Minister stanu w ministerstwie przemysłu                            | Norman Tebbit                                                              | 1981                                         |
| Minister stanu w ministerstwie przemysłu                            | Norman Lamont                                                              | 1981–1983                                    |
| Minister stanu ds. przemysłu i technologii informacji               | Kenneth Baker                                                              | 1981–1983                                    |
| Podsekretarz stanu w ministerstwie przemysłu                        | David Mitchell                                                             | 1979–1981                                    |
| Podsekretarz stanu w ministerstwie przemysłu                        | Michael Marshall                                                           | 1979–1981                                    |
| Podsekretarz stanu w ministerstwie przemysłu                        | John MacGregor                                                             | 1981–1983                                    |
| Podsekretarz stanu w ministerstwie przemysłu                        | John Wakeham                                                               | 1981–1982                                    |
| Podsekretarz stanu w ministerstwie przemysłu                        | John Butcher                                                               | 1982–1983                                    |
| Kanclerz Księstwa Lancaster                                         | Norman St John-Stevas                                                      | 1979–1981                                    |
| Kanclerz Księstwa Lancaster                                         | Francis Pym                                                                | 1981                                         |
| Kanclerz Księstwa Lancaster                                         | Janet Young, baronowa Young                                                | 1981–1982                                    |
| Kanclerz Księstwa Lancaster                                         | Cecil Parkinson                                                            | 1982–1983                                    |
| Minister ds. Irlandii Północnej                                     | Humphrey Atkins                                                            | 1979–1981                                    |
| Minister ds. Irlandii Północnej                                     | James Prior                                                                | 1981–1983                                    |
| Minister stanu w ministerstwie ds. Irlandii Północnej               | Michael Alison                                                             | 1979–1981                                    |
| Minister stanu w ministerstwie ds. Irlandii Północnej               | Hugh Rossi                                                                 | 1979–1981                                    |
| Minister stanu w ministerstwie ds. Irlandii Północnej               | Adam Butler                                                                | 1981–1984                                    |
| Minister stanu w ministerstwie ds. Irlandii Północnej               | Alexander Ruthven, 2. hrabia Gowrie                                        | 1981–1983                                    |
| Podsekretarz stanu w ministerstwie ds. Irlandii Północnej           | Rodney Elton, 2. baron Elton                                               | 1979–1981                                    |
| Podsekretarz stanu w ministerstwie ds. Irlandii Północnej           | Philip Goodhart                                                            | 1979–1981                                    |
| Podsekretarz stanu w ministerstwie ds. Irlandii Północnej           | Giles Shaw                                                                 | 1979–1981                                    |
| Podsekretarz stanu w ministerstwie ds. Irlandii Północnej           | David Mitchell                                                             | 1981–1983                                    |
| Podsekretarz stanu w ministerstwie ds. Irlandii Północnej           | John Patten                                                                | 1981–1983                                    |
| Podsekretarz stanu w ministerstwie ds. Irlandii Północnej           | Nicholas Scott                                                             | 1981–1983                                    |
| Paymaster-General                                                   | Angus Maude                                                                | 1979–1981                                    |
| Paymaster-General                                                   | Francis Pym                                                                | 1981                                         |
| Paymaster-General                                                   | Cecil Parkinson                                                            | 1981–1983                                    |
| Minister ds. Szkocji                                                | George Younger                                                             | 1979–1983                                    |
| Minister stanu w ministerstwie ds. Szkocji                          | William Murray, 8. hrabia Mansfield i Mansfield                            | 1979–1983                                    |
| Podsekretarz stanu w ministerstwie ds. Szkocji                      | Alexander Fletcher                                                         | 1979–1983                                    |
| Podsekretarz stanu w ministerstwie ds. Szkocji                      | Russell Fairgrieve                                                         | 1979–1981                                    |
| Podsekretarz stanu w ministerstwie ds. Szkocji                      | Malcolm Rifkind                                                            | 1979–1982                                    |
| Podsekretarz stanu w ministerstwie ds. Szkocji                      | Allan Stewart                                                              | 1981–1983                                    |
| Podsekretarz stanu w ministerstwie ds. Szkocji                      | John MacKay                                                                | 1982–1983                                    |
| Minister handlu                                                     | John Nott                                                                  | 1979–1981                                    |
| Minister handlu                                                     | John Biffen                                                                | 1981–1982                                    |
| Minister handlu                                                     | Franci Cockfield, baron Cockfield                                          | 1982–1983                                    |
| Minister spraw konsumenckich                                        | Sally Oppenheim-Barnes                                                     | 1979–1982                                    |
| Minister spraw konsumenckich                                        | Gerald Vaughan                                                             | 1982–1983                                    |
| Minister ds. handlu                                                 | Cecil Parkinson                                                            | 1979–1981                                    |
| Minister ds. handlu                                                 | Peter Rees                                                                 | 1981–1983                                    |
| Podsekretarz stanu w ministerstwie handlu                           | Norman Tebbit                                                              | 1979–1981                                    |
| Podsekretarz stanu w ministerstwie handlu                           | Reginald Eyre                                                              | 1979–1982                                    |
| Podsekretarz stanu w ministerstwie handlu                           | David Trefgarne, 2. baron Trefgarne                                        | 1981–1981                                    |
| Podsekretarz stanu w ministerstwie handlu                           | Iain Sproat                                                                | 1981–1983                                    |
| Minister ds. transportu                                             | Norman Fowler                                                              | 1979–1981                                    |
| Minister transportu                                                 | Norman Fowler                                                              | 1981                                         |
| Minister transportu                                                 | David Howell                                                               | 1981–1983                                    |
| Parlamentarny sekretarz ds. transportu                              | Kenneth Clarke                                                             | 1979–1981                                    |
| Podsekretarz stanu w ministerstwie transportu                       | Kenneth Clarke                                                             | 1981–1982                                    |
| Podsekretarz stanu w ministerstwie transportu                       | Lynda Chalker                                                              | 1982–1983                                    |
| Podsekretarz stanu w ministerstwie transportu                       | Reginald Eyre                                                              | 1982–1983                                    |
| Minister ds. Walii                                                  | Nicholas Edwards                                                           | 1979–1983                                    |
| Minister stanu w ministerstwie ds. Walii                            | John Stradling Thomas                                                      | 1983                                         |
| Podsekretarz stanu w ministerstwie ds. Walii                        | Michael Roberts                                                            | 1979–1983                                    |
| Podsekretarz stanu w ministerstwie ds. Walii                        | Wyn Roberts                                                                | 1979–1983                                    |
| Prokurator generalny Anglii i Walii                                 | Michael Havers                                                             | 1979–1983                                    |
| Solicitor General Anglii i Walii                                    | Ian Percival                                                               | 1979–1983                                    |
| Lord adwokat                                                        | James Mackay, baron Mackay of Clashfern                                    | 1979–1983                                    |
| Solicitor General Szkocji                                           | Nicholas Fairbairn                                                         | 1979–1982                                    |
| Solicitor General Szkocji                                           | Peter Fraser                                                               | 1982–1983                                    |
| Skarbnik Dworu Królewskiego                                         | John Stradling Thomas                                                      | 1979–1983                                    |
| Skarbnik Dworu Królewskiego                                         | Anthony Berry                                                              | 1983                                         |
| Kontroler Dworu Królewskiego                                        | Spencer Le Marchant                                                        | 1979–1981                                    |
| Kontroler Dworu Królewskiego                                        | Anthony Berry                                                              | 1981–1983                                    |
| Kontroler Dworu Królewskiego                                        | Carol Mather                                                               | 1983                                         |
| Wiceszambelan Dworu Królewskiego                                    | Anthony Berry                                                              | 1979–1981                                    |
| Wiceszambelan Dworu Królewskiego                                    | Carol Mather                                                               | 1981–1983                                    |
| Wiceszambelan Dworu Królewskiego                                    | Robert Boscawen                                                            | 1983                                         |
| Kapitan Gentlemen-at-Arms                                           | Bertram Bowyer, 2. baron Denham                                            | 1979–1983                                    |
| Kapitan Ochotników Gwardii                                          | Richard Hill, 7. baron Sandys                                              | 1979–1982                                    |
| Kapitan Ochotników Gwardii                                          | David Cunliffe-Lister, 2. hrabia Swinton                                   | 1982–1983                                    |
| Lord-in-waiting                                                     | Richard Long, 4. wicehrabia Long                                           | 1979–1983                                    |
| Lord-in-waiting                                                     | Charles Stourton, 26. baron Mowbray                                        | 1979–1980                                    |
| Lord-in-waiting                                                     | Charles Lyell, 3. baron Lyell                                              | 1979–1983                                    |
| Lord-in-waiting                                                     | Edmund Cokayne, 3. baron Cullen of Ashbourne                               | 1979–1982                                    |
| Lord-in-waiting                                                     | David Trefgarne, 2. baron Trefgarne                                        | 1979–1981                                    |
| Lord-in-waiting                                                     | Nicholas Eden, 2. hrabia Avon                                              | 1980–1983                                    |
| Lord-in-waiting                                                     | Roger Bootle-Wilbraham, 7. baron Skelmersdale                              | 1981–1983                                    |
| Lord-in-waiting                                                     | Simon Arthur, 4. baron Glenarthur                                          | 1982–1983                                    |
| Lord-in-waiting                                                     | Michael Lucas, 2. baron Lucas of Chilworth                                 | 1983                                         |